# Caramba enbecausius
Caramba enbecausius är en mångfotingart som beskrevs av Shear 1982. Caramba enbecausius ingår i släktet Caramba och familjen Fuhrmannodesmidae. Inga underarter finns listade i Catalogue of Life.